# Dominique Arot
Dominique Arot est un bibliothécaire français né en 1950 à Orléans. Il est doyen honoraire de l'Inspection générale des bibliothèques. Il a été conservateur général et inspecteur général des bibliothèques, et doyen de l'Inspection générale des bibliothèques de 2010 à 2015.

## Repères biographiques
Après sa formation à l'École nationale supérieure de bibliothécaires, il commence sa carrière à la Bibliothèque publique d'information (Bpi) qui vient d'ouvrir.
Il travaille ensuite dans différentes bibliothèques départementales de prêt (Loiret, Creuse, Lot) avant de revenir à la Bpi.
Nommé à la Direction du livre et de la lecture du ministère de la Culture, il y occupe les fonctions de chef du département de la lecture publique. Il a été secrétaire général du Conseil supérieur des bibliothèques de 1997 à 2002. Il est directeur de la bibliothèque municipale de Lille de 2003 à 2009.
Investi dans les organisations professionnelles, il a été président du groupe « Nord-Pas-de-Calais » de l'Association des bibliothécaires de France, dont il a été élu président national le 2 février 2007,. Ce mandat a pris fin au 31 janvier 2010.
Il devient inspecteur général des bibliothèques le 1er février 2010. Il est doyen de l'I.G.B. du 7 septembre 2010 à 2015.

## Œuvres
Dominique Arot a publié de nombreux articles à caractère scientifique et professionnel.
- « Mauriac, Gide et Mozart » in « Gide chez Mauriac », Confluences, 2012.
- « Les psaumes et la musique d’orgue » in « Psaumes, chants de l’humanité » (janvier 2010)
- « Construire la bibliothèque » in Bulletin des bibliothèques de France, n° 1, 2007.
- « Le Thésée d’André Gide : le mythe au présent » in catalogue « La Grèce des modernes », Musée d’Art moderne de Villeneuve d’Ascq , janvier 2007.
- « La bibliothèque, le livre, le lecteur » in n° spécial du cinquantième anniversaire du Bulletin des Bibliothèques de France, 2006.
- « Sur les pas des écrivains à Lille », Octogone, 2005.
- « Les contrats emplois-jeunes : une nouvelle manière de devenir bibliothécaire ? » in Bulletin des bibliothèques de France, n° 3, 2005.
- « La communication des bibliothèques d’une frontière à l’autre » in Lectures, 2005.
- « La musique nocturne du monde : la polyphonie poétique des romans de François Mauriac » in Nouveaux Cahiers François Mauriac, 2004.
- « François Mauriac et les bibliothèques » in Nouveaux Cahiers François Mauriac, 2003.
- « Les bibliothèques et le fait religieux » in Bulletin de bibliothèques de France, n° 6, 2003.
- « Les partenariats des bibliothèques », Enssib, 2003.
- Collaboration à l’ouvrage de Pierre Guillot,  « Dictionnaire des organistes français du XIXè et du XXè siècle », Mardaga, 2003.
- « La coopération des bibliothèques en France » in Bulletin des bibliothèques de France, n° 2, 2003.
- Collaboration au « Dictionnaire encyclopédique du livre », Cercle de la Librairie, 2002.
- Collaboration à l’ouvrage « Les Bibliothèques parisiennes : architecture et décor », Action artistique de la Ville de Paris, 2002.
- « Bibliothèques et (re)-création » in Bulletin des bibliothèques de France, n° 6, 2002.
- Collaboration à l’ouvrage « Construire des indicateurs et tableaux de bord », Tec et Doc, 2002.
- « Les moyens des bibliothèques françaises 1990-2000 : un bilan nuancé »  in Bulletin des bibliothèques de France, n°6, 2001.
- Rapport du secrétaire général du CSB pour 2000-2001.
- « Les bibliothèques universitaires allemandes : un modèle en crise » in Bulletin d’information de l’Association des bibliothécaires français,  2001
- « La Bibliothèque numérique patrimoniale » Paris : ADBS, 2000
- « Les valeurs professionnelles du bibliothécaire » in Bulletin des bibliothèques de France, n°1- 2000
- « Le métier de bibliothécaire » in Avenirs, 1999
- « Politiques documentaires et politiques de collections » in Bulletin des bibliothèques de France, n°2-1999
- « Les bibliothèques françaises à l’âge du numérique » in Document numérique, 1999
- « André Gide, pianiste » in Ecouter voir, 1998.
- « Les Bibliothèques en France : 1991-1997 »  Paris : Electre-Cercle de la Librairie, 1998
- « Quel avenir pour les bibliothèques publiques ? » in Lectures, Bruxelles, n°100, 1998
- « Passions et collections » ouvrage collectif, FFCB, 1998
- « Bibliothèques municipales à vocation régionale » in « Quelle coopération pour le livre » Interbibly, 1998
- Participation à l’ouvrage collectif « Bibliothèques et économie »  Paris : Cercle de la librairie, 1997
- « Mémoire du spectacle vivant », ouvrage collectif, FFCB, 1997
- Participation à l’ouvrage collectif « Enrichir le patrimoine des bibliothèques en région » Apogée, 1996
- Participation à l’ouvrage collectif « Bibliothèques municipales » aux éditions du Moniteur 1995
- Travaux sur la correspondance de R. Martin du Gard et du docteur Bonnafé dans le cadre de la publication de la Correspondance complète chez Gallimard
- Projet « Bibliotheca universalis » dans le cadre du programme du G7 « electronic libraries » décembre 1994
- « La Bibliothèque nationale du Liban : état des lieux et perspectives  : Rapport au Ministre de la Culture » Octobre 1994
- « Le budget des bibliothèques publiques : du rêve à la réalité » in Bulletin des bibliothèques de France, mai 1994
- Lexique français-allemand : bibliothéconomie-édition BPI, 1993.
- « Construire, et après ? » in Bulletin de l’association des bibliothécaires français, 1993.
- « Bibliothèques, une nouvelle génération : dix ans de constructions pour la lecture publique » - Paris : Réunion des musées nationaux, 1993.
- « Les bibliothèques au service de la communauté » Paris : BPI, 1993.
- Contribution à l’ouvrage « Bibliothèques dans la Cité » Paris, 1992.
- « L’évolution des bibliothèques dans leur environnement institutionnel » in « Actes des journées d’étude du CEBRAL », 1992.
- « Evaluer pour évoluer » Paris : BPI, 1992.
- « Les bibliothèques allemandes face à la réunification » in Documentaliste, 1991.

Il a soutenu le 12 février 2010 une thèse de doctorat de littérature française à l'Université Michel de Montaigne-Bordeaux III : François Mauriac et la musique (sous la direction de Philippe Baudorre).

## Activités musicales
Dominique Arot est aussi musicien et pratique régulièrement l'orgue et le piano. Il est actuellement organiste bénévole au service de la paroisse Notre-Dame de l'Annonciation de Moulins (église du Sacré-Cœur et cathédrale).
Organiste suppléant à l’église du Couvent des Dominicains à Paris 1997-2003
Titulaire de l’orgue de Saint-Pierre et Saint-Paul de Guéret (1979-1984)
Titulaire de l’orgue de l’église Saint-Paterne à Orléans (1972-1979)
Organiste suppléant du grand-orgue de la Cathédrale d’Orléans (1972-1984)
Travaux sur la musique allemande baroque et Jean-Sébastien Bach. Participation à l’animation du site Internet js-bach.org (« Apprendre l’allemand avec les Cantates de Bach »
Recherches sur les écrivains-pianistes autour du thème : « Ecrire ou jouer » (Gide, Valéry, Jankelevitch, Barthes, etc. Dernière publication : « André Gide, pianiste » in Ecouter voir, 1998
Maîtrise de musicologie sous la direction de Dominique Patier à l’Université de Poitiers sur le verset de
Magnificat pour orgue en Allemagne du Sud au XVIIe siècle
Diverses publications d’érudition locale sur la facture d’orgue
Divers textes de livrets et pochettes de disques
Créateur de Radio-en-Marche (réseau Europe 2) en 1981-1982
Animateur à Radio-France Creuse 1982-1984

## Sources
1. ↑  Laurence Santantonios, « Dominique Arot président de l'ABF », dans Livres Hebdo, no 676, 9 février 2007, p. 76  (ISSN 0294-0000)
2. ↑  « Le nouveau bureau de l'ABF », dans Bibliothèque(s), no 31, mars 2007, p. 52.
3. ↑  Laurence Santantonios, « Dominique Arot : Acteur et observateur », Livres Hebdo, no 805,‎ 22 janvier 2010 (ISSN 0294-0000)
4. ↑  site de l'IGB
5. ↑  Notice bibliographique dans le sudoc
6. ↑   https://www.lamontagne.fr/moulins-03000/loisirs/dominique-arot-serviteur-de-j-s-bach-a-la-cathedrale_11094516/